# アルフリート・クルップ

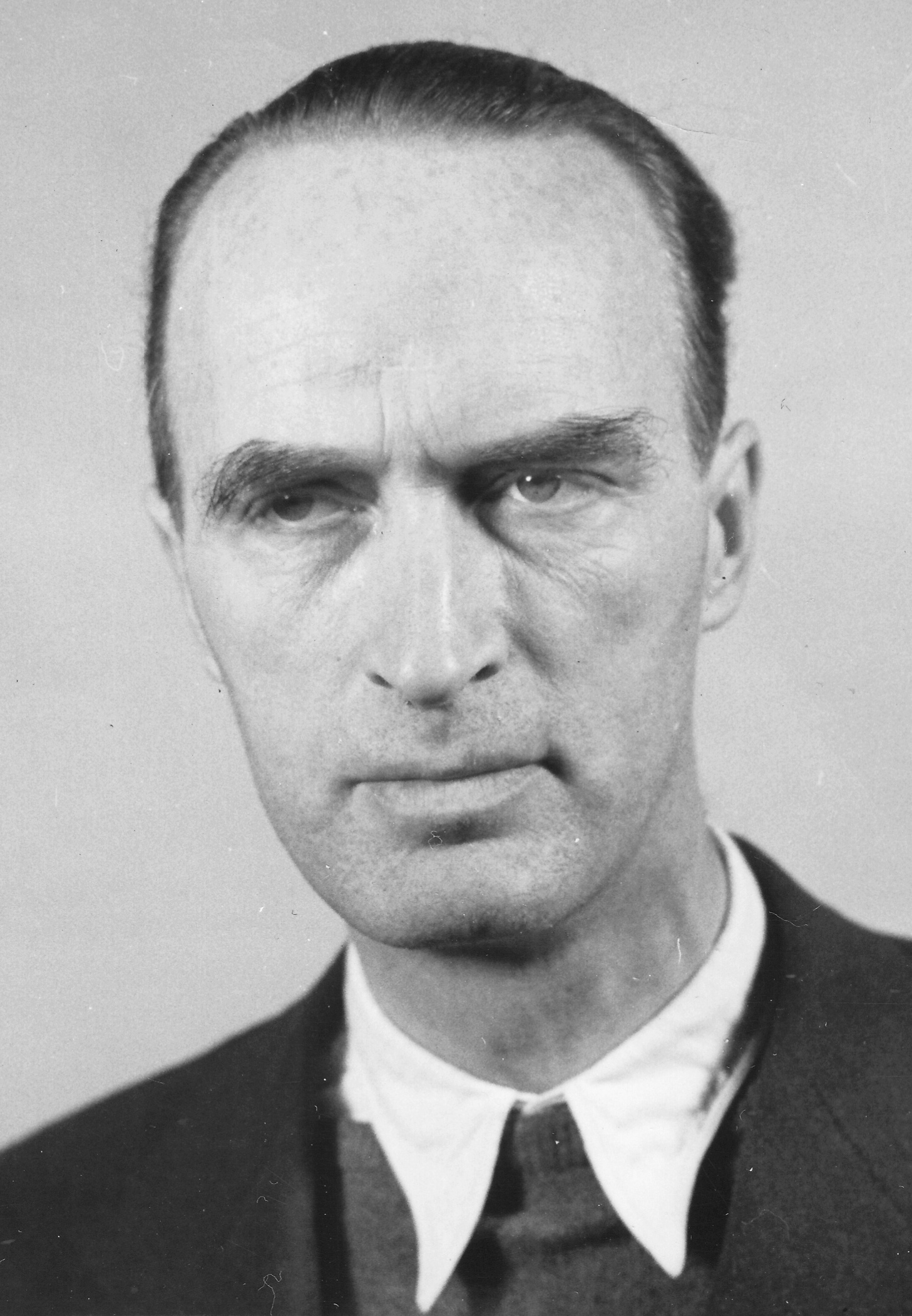
1946年

アルフリート・クルップ・フォン・ボーレン・ウント・ハルバッハ （ドイツ語:Alfried Krupp von Bohlen und Halbach、アルフリート・クルップ・フォン・ボーレン・ウント・ハルバッハ、1907年8月13日 - 1967年7月30日）は、クルップ家の第5代当主で、最後のクルップ財閥オーナーである。

## 略歴
- 1907年 クルップ財閥の第4代当主グスタフ・クルップ・フォン・ボーレン・ウント・ハルバッハとその妻ベルタ・クルップの長男としてエッセンに生まれる。
- 1936年 ベルリンオリンピックのヨット競技で銅メダルを獲得。
- 1937年 大学時代に知り合った離婚歴のある女性と結婚し、一人息子のアルント・フォン・ボーレン・ウント・ハルバッハ（ドイツ語版）(1937-1986)をもうけるが、両親の猛反対に遭い、離婚。
- 1947年 ニュルンベルク継続裁判の一つであるクルップ裁判（ドイツ語版、英語版）開始。
- 1948年 禁固12年・全財産没収の有罪判決を受ける。
- 1951年 2月3日、米軍の恩赦により釈放。財産とクルップ財閥の統治権も回復するが、実質的な社の統治は1953年に入社したベルトルト・バイツ（ドイツ語版）と共同で行った。
- 1952年 再婚。
- 1967年 肺癌により死亡。息子アルントは一切のクルップ社への経営関与はなく、クルップ姓を名乗ることはなかったことから、実質的にクルップ家は断絶した。